# Weyala
Un weyala è un uomo che, nei taxi collettivi etiopici (assimilabili nel funzionamento ai Daladala tanzaniani e, come per molte altre nazioni africane, effettuato con minibus come il Toyota Hiace), raccoglie i soldi dei biglietti dei passeggeri.
Inoltre egli grida alla gente per la strada la destinazione del taxi, avvisa il conducente quando un passeggero deve scendere e, in generale, mantiene l'ordine sul mezzo. I weyala possono essere di età diverse, e, recentemente, anche alcune donne hanno preso a svolgere questo mestiere.